# Ottův motor

Průběh pracovního cyklu Ottova motoru

Ottův motor je pístový spalovací motor s vnitřním spalováním. Průběh pracovního cyklu motoru je zjednodušeně popisován termodynamickým Ottovým cyklem: adiabatická komprese a expanze, rychlé spalování je nahrazeno izochorickým přívodem tepla a izochorický odvod tepla je realizován výměnou náplně.

## Problematická definice termínu
V Německu byl termín navržen Svazem německých inženýrů (Verein Deutscher Ingenieure – VDI) v roce 1936 na počest vynálezce Nicolaus August Otto. Zaveden byl v normě DIN v roce 1946  pro všechny pístové motory se zážehovým zapalováním, tedy i pro dvoudobé motory. Pojmenování se opíralo o pojem Ottův cyklus. Německý pohled na termín "Ottův motor" je srozumitelnější v souvislosti s osudem Ottova patentu na čtyřdobý motor. Patent na čtyřdobý motor získal nezávisle mnichovský hodinář Christian Reithmann (už v roce 1860). Až po deseti letech výroby Ottova motoru nastaly spory a v roce 1889 byly Ottovy patenty prohlášeny za neplatné. Otto mohl být uznán vynálezcem čtyřtaktního motoru až po uzavření dohody o vyrovnání mezi Reithmannem a firmou Deutz AG.
V anglofonních zemích se odkazují k motoru, který v roce 1876 Otto vyrobil a 25. května 1877 patentoval (německý patent 532). Ottův motor byl čtyřdobý plynový zážehový motor se zvýšeným kompresním poměrem. Odvozují tedy název od tohoto čtyřdobého motoru, byť platí kromě plynových i pro čtyřdobé benzínové motory. 